# Pierre Simon de Dreux-Brézé
Pour les autres membres de la famille, voir Maison de Dreux-Brézé.
Pierre Simon Louis Marie de Dreux-Brézé, né  le 2 juin 1811 à Brézé, et mort à Moulins le 5 janvier 1893, est un prélat français qui fut  évêque de Moulins de 1849 à sa mort.

## Biographie
Pierre Simon de Dreux-Brézé est le troisième fils du marquis  Henri-Évrard de Dreux-Brézé, maître des cérémonies deLouis XVI.  Il entre au séminaire de Saint-Sulpice et en sort prêtre en 1835.  Il est nommé, par Hyacinthe-Louis de Quélen,  vicaire général du diocèse de Paris. Ultramontain convaincu, il se distingue comme prédicateur. Il est nommé évêque de Moulins le 28 octobre 1849, par le président de la République. Préconisé à Rome par le pape Pie IX le 7 janvier 1850, il est consacré à Notre-Dame de Paris le 14 avril suivant et prend possession de son siège épiscopal le 1er mai.

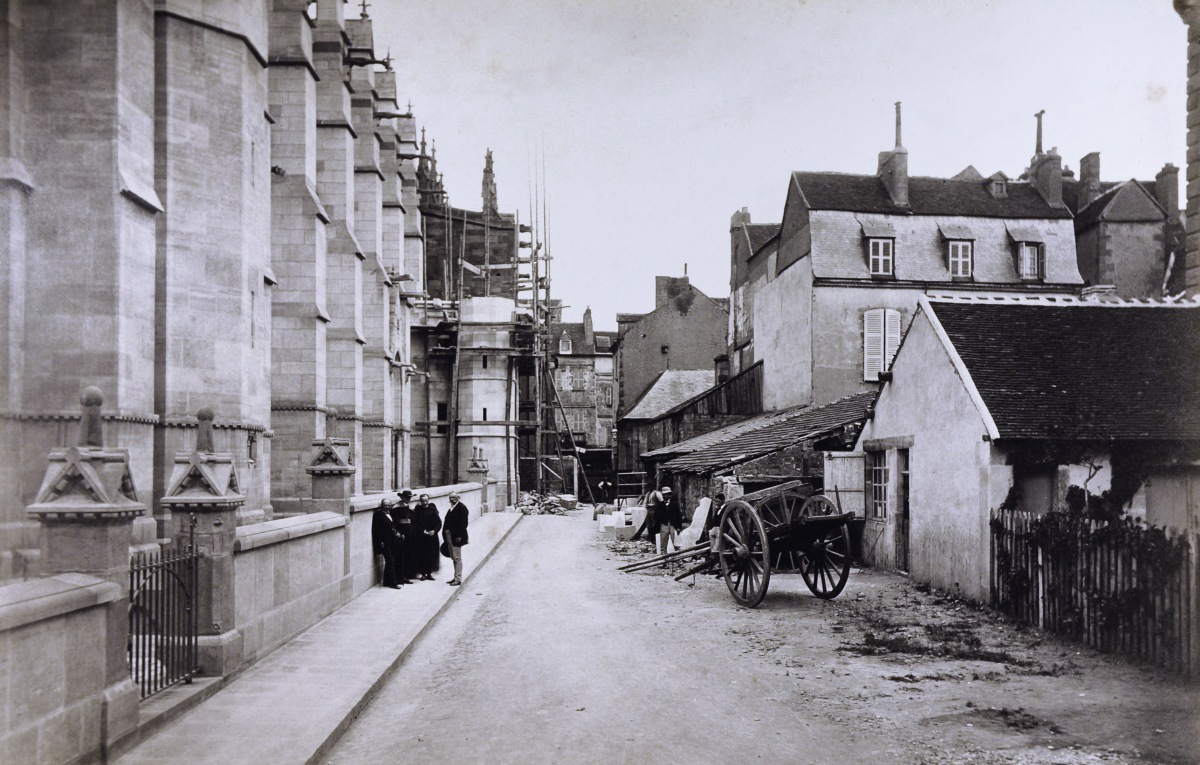
Dans les années 1860, dans la voie bordant le côté sud de la cathédrale Notre-Dame-de-l'Annonciation de Moulins (l'actuelle rue Louis-Mantin), aux pieds de l'édifice, monseigneur de Dreux-Brézé pose avec probablement le curé ou le doyen du chapitre de Moulins, et sans doute les architectes Eugène Millet et Paul Selmersheim. Sur cette photographie de Charles Marville, est également visible l'avancement des travaux d'agrandissement du monument.

Il lui incombe l'achèvement de l'agrandissement de la cathédrale Notre-Dame-de-l'Annonciation de Moulins décidé par son prédécesseur au siège d'évêque de cette ville, Antoine de Pons de La Grange, l'édifice s'étant avéré trop exigu. Dans le domaine des arts, l'orientation politique de Dreux-Brézé se traduit par son attachement au mouvement archéologique, enthousiaste pour l'art médiéval. Il soutient la mise en pratique dans son diocèse de cette esthétique pour sa cathédrale et entre 1852 et 1876, le prélat suit de très près les travaux d'envergure de l'édifice, réalisés dans le style néo-gothique. 
Proche de Dom Prosper Guéranger, il établit le rite romain dans son diocèse, par un mandement du 21 novembre 1853 ; il est un promoteur du chant grégorien. 
Il est à deux reprises poursuivi par le Conseil d'État sous le Second Empire, la première fois en 1857, pour contravention à propos des droits de l'Église, et la seconde fois en 1865 pour avoir fait publier dans son diocèse, sans agrément préalable de l'autorité civile, l'encyclique de Pie IX Quanta cura. Plus tard, il s'oppose constamment aux réformes de la République, particulièrement à celles de l'école, qu'il juge comme contraires à la liberté de l'Église. Un des procès, relatif à l'affectation des bâtiments du séminaire d'Yzeure, qu'il avait financé, l'oppose au gouvernement de 1880 à 1887. Le séminaire, tenu par les Jésuites, est confisqué par l'État, ce qui oblige l'évêque à en ouvrir un autre à Moulins (qui sera lui aussi confisqué en 1906). 
Il facilite la venue dans son diocèse de congrégations, épaule les établissements de l'enseignement catholique, aide le carmel de Moulins, les œuvres des religieuses du Bon Pasteur ou des chanoinesses de Saint Augustin, fait revenir les Visitandines en 1878, etc.      
Il meurt à Moulins, le 5 janvier 1893. Il repose dans la cathédrale.

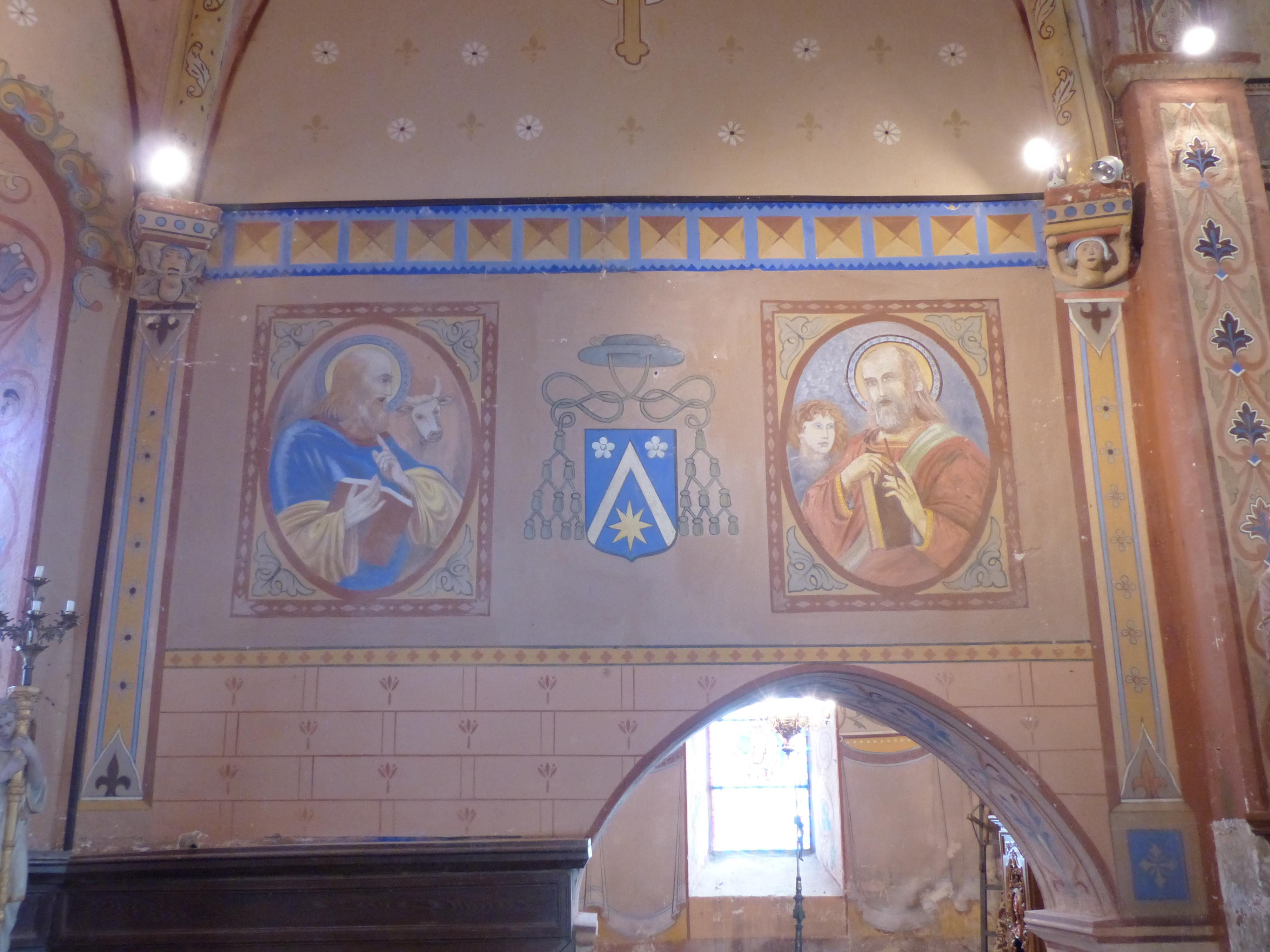
Peinture murale du chœur (côté droit) de l'église de Nades. Armes de Pierre Simon de Dreux-Brézé entre les évangélistes Luc et Matthieu.

## Iconographie
- Une statue le représente sur le côté droit de la façade de la cathédrale de Moulins tenant de la main droite la réplique de sa cathédrale qu'il a fait agrandir et de l'autre sa crosse d'évêque[4].
- Tableau 282 x 182 d'Alfred Decaen (1872), Mgr de Dreux-Brézé remettant les reliques dans le reliquaire de Bourbon, chapelle des Reliques de l'église Saint-Georges de Bourbon-l'Archambault, classé au titre d'objet[5].